# Jean Le Bidois
Jean Le Bidois, né le 25 janvier 1898 à Dieppe (Seine-Maritime) et mort le 13 mars 1927 dans le 12e arrondissement de Paris, est un footballeur international français qui a évolué au poste de gardien des années 1910 à 1920. Il a notamment pris part aux Jeux olympiques en 1920 à Anvers en tant que gardien remplaçant, ne disputant pas de rencontre.
Un temps suspendu pour des faits de professionnalisme, J. Le Bidois joue durant sa crrière en Normandie au Sotteville F.C. où il s'y révèle et connaît sa convocation en équipe de France pour sa participation aux J.O. de 1920 puis rejoint la région parisienne avec le F.E.C. Levallois et le Stade Olympique de l'Est entrecoupé d'un passage au F.C. Cette.
Il meurt tragiquement lors d'un choc avec l'attaquant de l'U.S. Suisse, le Suisse Aron Pollitz, au stade de Saint-Mandé. La presse sportive et la Fédération française de football parlent de « fatalité » en minimisant les faits quand la presse non-sportive dénonce l'amateurisme marron.

## Biographie
Jean Georges Le Bidois naît le 25 janvier 1898 à Dieppe (Seine-Maritime) au domicile de ses parents rue Général-Chanzy. Son père, Prosper Désiré Boyer, est conducteur aux chemin de fer de l'Ouest et sa mère, Marie Genevieve Lavard, est sans profession.
Le 13 mars 1927, le Stade Olympique de l'Est affronte l'U.S. Suisse au stade de Saint-Mandé. Après vingt minutes de jeu, J. Le Bidois intercepte un centre en plaçant le ballon entre le menton et la poitrine tout en glissant, l'attaquant suisse Aron Pollitz de l'U.S. Suisse emporté par son élan l'impacte avec le pied. J. Le Bidois s'évanouit et tombe dans le coma, avant de décéder vingt minutes plus tard. La partie n'est pas interrompue après l'évacuation de J. Le Bidois, toutefois un de ses coéquipier du Stade Olympique se venge sur A. Pollitz en lui cassant la jambe quelques minutes plus tard. Quelques articles de pressen, dont l'Humanité, font alors état de la volonté de la Fédération française de football de minimiser les faits, bien secondée par la presse sportive, pour éviter de faire du tort au football.
Le club du Stade Olympique de l'Est organise le 9 avril 1927 une journée à son honneur intitulé « La Journée Le Bidois » au stade Vélodrome de Buffalo permettant de donner une sépulture au joueur, inhumé à Sotteville. Cette réunion, présidée par le député Henry Paté, président d'honneur du Stade olympique de l'Est et le Général Eugène Échard, est organisée autour de deux rencontres de football entre un Sotteville F.C. renforcé et l'U.S. Suisse, et entre le Stade olympique de l'Est face au Stade français..

### Statistiques en club
| Saison    | Saison                   | Championnat              | Championnat | Coupe           | Coupe          |
| Saison    | Saison                   | Comp.                    | Class.      | Comp.           | Class.         |
| --------- | ------------------------ | ------------------------ | ----------- | --------------- | -------------- |
| 1915-1916 | Sotteville F.C.          | Championnat de Normandie |             |                 |                |
| 1916-1917 | Sotteville F.C.          | Championnat de Normandie |             |                 |                |
| 1917-1918 | Sotteville F.C.          | Championnat de Normandie |             |                 |                |
| 1918-1919 | Sotteville F.C.          | Championnat de Normandie |             |                 |                |
| 1919-1920 | Sotteville F.C.          | Championnat de Normandie |             |                 |                |
| 1920-1921 | Sotteville F.C.          | Championnat de Normandie |             |                 |                |
| 1921-1922 | F.E.C. Levallois         | Championnat de Paris     |             | Coupe de France | 1/16 de finale |
| 1922-1923 | F.C. Cette               | Championnat du Sud-Est   |             | Coupe de France | Finaliste      |
| 1923-1924 | F.C. Cette               | Championnat du Sud-Est   |             |                 |                |
| 1923-1924 | Stade Olympique de l'Est | Championnat de Paris     |             |                 |                |
| 1924-1925 | Stade Olympique de l'Est | Championnat de Paris     |             | Coupe de France | 2e tour        |
| 1925-1926 | Stade Olympique de l'Est | Championnat de Paris     |             | Coupe de France | 32e finale     |
| 1926-1927 | Stade Olympique de l'Est | Championnat de Paris     |             | Coupe de France | 3e tour        |